# Urzędnicy

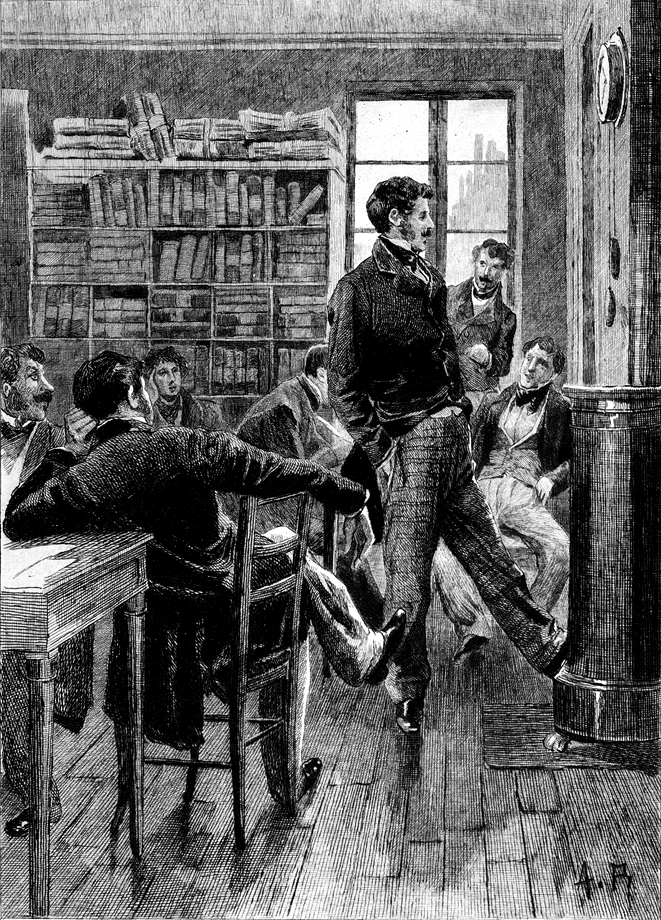

Urzędnicy (oryg. fr. Les Employés ou la Femme supérieure) – powieść Honoriusza Balzaka wydana po raz pierwszy w 1838, dedykowana Dawidowi d’Angers. Należy do Scen z życia paryskiego Komedii ludzkiej.

## Treść
Ksawery Rabourdin, wieloletni pracownik ministerstwa, pragnie uzyskać awans, do czego dodatkowo skłania go postawa jego ambitnej żony Celestyny. Przepustką do sukcesu ma być dla niego plan reformy podległych mu biur. Nieoczekiwanie jednak znajduje rywala w Izydorze Baudoyer, który znajduje poparcie u wielu innych pracowników, liczących na załatwienie swoich prywanych spraw w zamian za czasowe wsparcie, a w dodatku również jest motywowany przez ambitną małżonkę. Dwie kobiety angażują się w korespondencyjny pojedynek: każda z nich organizuje dla męża koło zwolenników, stara się prowadzić korzystne intrygi i umiejętnie manewrować. Ostatecznie zwycięża Baudoyer, o czym przesądza wsparcie przeciętnych, mało inteligentnych pracowników biurowych. Rabourdin zapowiada jednak żonie, że ma zamiar zaangażować się w kolejny projekt, który pozwoli obojgu zrealizować ich ambicje.

## Cechy utworu
Balzak podejmuje w utworze problem biurokracji, specyficznego funkcjonowania urzędów, relacji panujących między ich pracownikami, tworzeniu się koterii i realizowaniu prywatnych ambicji pod płaszczykiem pracy na rzecz państwa. Charakterystyczny jest fakt, iż większość bohaterów utworu występuje jedynie jako postacie drugoplanowe w innych częściach cyklu powieściowego, co ma podkreślać ich pozorny brak znaczenia, skontrastowany z przedstawionym w Urzędnikach wpływem, jaki realnie posiadają w społeczeństwie.
Urzędnicy stanowią zarazem jedno z ważniejszych w cyklu studiów ludzkiej ambicji, przedstawiając kilka wyodrębnionych przez Balzaka jej typów. Stosunek do awansu zawodowego i uzyskiwania wysokich stanowisk jest zupełnie inny u niemal każdej opisywanej w dziele postaci. Utwór jest równocześnie analizą konkretnego środowiska, jak i próbą wyciągnięcia ogólnych wniosków dotyczących funkcjonowania całego społeczeństwa – biuro staje się swoistym mikrokosmosem, a bohaterowie – postaciami typowymi. Z kolei postacie Celestyny Rabourdin i Elżbiety Baudoyer stanowią typowe dla Balzaka postacie silnych kobiet, których osobowości musiały rozwijać się w ograniczony sposób z powodu sytuacji społecznej (podobny typ postaci stanowi bohaterka Sekretów księżnej de Cadignan czy Renata, postać z Listów dwóch młodych mężatek).